# Gymnodia flavisquama
Gymnodia flavisquama är en tvåvingeart som beskrevs av Fritz Isidore van Emden 1951. Gymnodia flavisquama ingår i släktet Gymnodia och familjen husflugor. Inga underarter finns listade i Catalogue of Life.